# Antigone (Anouilh)
Antigone è un dramma in un atto unico di Jean Anouilh scritto nel 1941 e pubblicato nel 1943. Fu rappresentato per la prima volta al  Théâtre de l'Atelier di Parigi il 6 febbraio 1944 con regia, costumi e scenografia di André Barsacq.
Ispirato alla omonima tragedia di Sofocle, il dramma,  composto durante l'occupazione nazista della Francia, rielabora il mito adattandolo alla situazione storica vissuta dall'autore, presentata in modo ambiguo per superare la censura, ma tuttavia riconoscibile. Se pure il dramma sia stato interpretato spesso come un appello a favore dell'insurrezione contro l'occupante, il conflitto fra Antigone e Creonte può essere più generalmente inteso come un confronto dialettico fra gli ideali della Resistenza francese e le ragioni del collaborazionismo. 
Nell'opera sono presenti gli stessi personaggi dell'ipotesto sofocleo ma in questo caso le guardie sono tre e viene aggiunta la figura della nutrice. 
La messa in scena prevedeva uno scenario neutro con tre porte identiche, dalle quali entravano i vari attori.